# 1942 a tudományban
Az 1942. év a tudományban és a technikában.

## Születések
- január 8. – Stephen Hawking vezető angol elméleti fizikus († 2018)
- január 29. – Arnaldo Tamayo Méndez kubai űrhajós
- március 3. – Vlagyimir Kovaljonok orosz, szovjet űrhajós
- március 27. – John E. Sulston Nobel-díjas (megosztva) angol biológus, genetikus († 2018)
- április 11. – Anatolij Berezovoj orosz, szovjet űrhajós († 2014)
- április 14. Valentyin Lebegyev orosz, szovjet űrhajós
- április 27. – Valerij Poljakov orosz, szovjet űrhajós
- június 12. – Bert Sakmann Nobel-díjas (megosztva) német sejtfiziológus
- június 23. – Martin Rees brit csillagász és kozmológus
- július 22. – Akijama Tojohiro japán űrhajós
- augusztus 24. – Karen Uhlenbeck amerikai matematikus, professor emerita. Az első nő, aki elnyerte (2019-ben) a legrangosabb matematikai elismerést, az Abel-díjat.
- október 20. – Christiane Nüsslein-Volhard Nobel-díjas (megosztva) német genetikus, embriológus
- november 22. – Guion Bluford amerikai űrhajós

## Halálozások
- január 26. – Felix Hausdorff német matematikus, a topológia egyik megalapozója(* 1868)
- március 10. – William Henry Bragg Nobel-díjas angol fizikus, kémikus (* 1862)
- március 19. – Clinton Hart Merriam amerikai zoológus, mammalógus, ornitológus, entomológus, néprajzkutató (* 1855)
- április 17. – Jean Perrin Nobel-díjas francia fizikus (* 1870)
- május 19. – Joseph Larmor ír fizikus, matematikus (* 1857)
- július 4. – Marcellin Boule francia paleontológus (* 1861)
- július 28. – Flinders Petrie angol egyiptológus, a régészet tudományos módszertanának egyik úttörője (* 1853)
- augusztus 3. – Richard Willstätter Nobel-díjas német vegyész (* 1872)
- augusztus 12. – Sabina Spielrein orosz pszichiáter, pszichoanalitikus (* 1885)
- október 8. – Szergej Alekszejevics Csapligin orosz, szovjet matematikus, fizikus, gépészmérnök (* 1869)